# Bandiera sinistra di Bairin
La bandiera sinistra di Bairin (巴林左旗S, Bālín Zuǒ QíP) è una bandiera della Cina, appartenente alla regione autonoma della Mongolia Interna e amministrata dalla prefettura di Chifeng.